# Robby Fabbri
Robert "Robby" Fabbri, född 22 januari 1996, är en kanadensisk professionell ishockeyspelare som spelar för Detroit Red Wings i NHL.
Han har tidigare spelat för St. Louis Blues i NHL; Chicago Wolves och San Antonio Rampage i AHL samt Guelph Storm i OHL.
Fabbri vann Stanley Cup med St. Louis Blues säsongen 2018–2019.

## Klubblagskarriär

### NHL
Detroit Red Wings
Fabbri blir den 7 november 2019 trejdad till Detroit Red Wings i utbyte mot Jacob de la Rose.

#### St. Louis Blues
Fabbri draftades i första rundan i 2014 års draft av St. Louis Blues som 21:a spelare totalt.
Han vann Stanley Cup med St. Louis Blues säsongen 2018–19.

## Statistik
| Källa: Utv = Utvisningsminuter Uppdaterad: 2023-05-11 | Källa: Utv = Utvisningsminuter Uppdaterad: 2023-05-11 | Källa: Utv = Utvisningsminuter Uppdaterad: 2023-05-11 |                                         | Grundserie                              | Grundserie                              | Grundserie                              | Grundserie                              | Grundserie                              |                                         | Slutspel                                | Slutspel                                | Slutspel                                | Slutspel                                | Slutspel                                |                                         |
| Säsong                                                | Lag                                                   | Liga                                                  | Matcher                                 | Mål                                     | Assist                                  | Poäng                                   | Utv                                     | Matcher                                 | Mål                                     | Assist                                  | Poäng                                   | Utv                                     |                                         |                                         |                                         |
| ----------------------------------------------------- | ----------------------------------------------------- | ----------------------------------------------------- | --------------------------------------- | --------------------------------------- | --------------------------------------- | --------------------------------------- | --------------------------------------- | --------------------------------------- | --------------------------------------- | --------------------------------------- | --------------------------------------- | --------------------------------------- | --------------------------------------- | --------------------------------------- | --------------------------------------- |
| 2009–2010                                             | Mississauga Rebels U15                                | GTHL                                                  | 71                                      | 58                                      | 45                                      | 103                                     | 102                                     | —                                       | —                                       | —                                       | —                                       | —                                       |                                         |                                         |                                         |
| 2010–2011                                             | Mississauga Rebels U15                                | GTHL                                                  | 75                                      | 66                                      | 68                                      | 134                                     | 68                                      | —                                       | —                                       | —                                       | —                                       | —                                       |                                         |                                         |                                         |
| 2011–2012                                             | Mississauga Rebels U16                                | GTHL                                                  | 60                                      | 57                                      | 48                                      | 105                                     | 75                                      | —                                       | —                                       | —                                       | —                                       | —                                       |                                         |                                         |                                         |
|                                                       | Toronto Jr. Canadiens                                 | OJHL                                                  | 1                                       | 0                                       | 3                                       | 3                                       | 0                                       | 1                                       | 0                                       | 0                                       | 0                                       | 0                                       |                                         |                                         |                                         |
| 2012–2013                                             | Guelph Storm                                          | OHL                                                   | 59                                      | 10                                      | 23                                      | 33                                      | 38                                      | 5                                       | 0                                       | 1                                       | 1                                       | 4                                       |                                         |                                         |                                         |
| 2013–2014                                             | Guelph Storm                                          | OHL                                                   | 58                                      | 45                                      | 42                                      | 87                                      | 55                                      | 16                                      | 13                                      | 15                                      | 28                                      | 12                                      |                                         |                                         |                                         |
| 2014–2015                                             | Guelph Storm                                          | OHL                                                   | 30                                      | 25                                      | 26                                      | 51                                      | 40                                      | 9                                       | 1                                       | 3                                       | 4                                       | 17                                      |                                         |                                         |                                         |
|                                                       | Chicago Wolves                                        | AHL                                                   | 3                                       | 1                                       | 3                                       | 4                                       | 2                                       | 3                                       | 0                                       | 0                                       | 0                                       | 0                                       |                                         |                                         |                                         |
| 2015–2016                                             | St. Louis Blues                                       | NHL                                                   | 72                                      | 18                                      | 19                                      | 37                                      | 25                                      | 20                                      | 4                                       | 11                                      | 15                                      | 6                                       |                                         |                                         |                                         |
| 2016–2017                                             | St. Louis Blues                                       | NHL                                                   | 51                                      | 11                                      | 18                                      | 29                                      | 27                                      | —                                       | —                                       | —                                       | —                                       | —                                       |                                         |                                         |                                         |
| 2017–2018                                             | St. Louis Blues                                       | NHL                                                   | Spelade ej på grund allvarlig knäskada. | Spelade ej på grund allvarlig knäskada. | Spelade ej på grund allvarlig knäskada. | Spelade ej på grund allvarlig knäskada. | Spelade ej på grund allvarlig knäskada. | Spelade ej på grund allvarlig knäskada. | Spelade ej på grund allvarlig knäskada. | Spelade ej på grund allvarlig knäskada. | Spelade ej på grund allvarlig knäskada. | Spelade ej på grund allvarlig knäskada. | Spelade ej på grund allvarlig knäskada. | Spelade ej på grund allvarlig knäskada. | Spelade ej på grund allvarlig knäskada. |
| 2018–2019                                             | St. Louis Blues                                       | NHL                                                   | 32                                      | 2                                       | 4                                       | 6                                       | 6                                       | 10                                      | 1                                       | 0                                       | 1                                       | 0                                       |                                         |                                         |                                         |
|                                                       | San Antonio Rampage                                   | AHL                                                   | 3                                       | 1                                       | 1                                       | 2                                       | 4                                       | —                                       | —                                       | —                                       | —                                       | —                                       |                                         |                                         |                                         |
| 2019–2020                                             | St. Louis Blues                                       | NHL                                                   | 9                                       | 1                                       | 0                                       | 1                                       | 2                                       | —                                       | —                                       | —                                       | —                                       | —                                       |                                         |                                         |                                         |
|                                                       | Detroit Red Wings                                     | NHL                                                   | 52                                      | 14                                      | 17                                      | 31                                      | 18                                      | —                                       | —                                       | —                                       | —                                       | —                                       |                                         |                                         |                                         |
| 2020–2021                                             | Detroit Red Wings                                     | NHL                                                   | 30                                      | 10                                      | 8                                       | 18                                      | 16                                      | —                                       | —                                       | —                                       | —                                       | —                                       |                                         |                                         |                                         |
| 2021–2022                                             | Detroit Red Wings                                     | NHL                                                   | 56                                      | 17                                      | 13                                      | 30                                      | 35                                      | —                                       | —                                       | —                                       | —                                       | —                                       |                                         |                                         |                                         |
| 2022–2023                                             | Detroit Red Wings                                     | NHL                                                   | 28                                      | 7                                       | 9                                       | 16                                      | 22                                      | —                                       | —                                       | —                                       | —                                       | —                                       |                                         |                                         |                                         |
| NHL totalt                                            | NHL totalt                                            | NHL totalt                                            | 330                                     | 80                                      | 88                                      | 168                                     | 151                                     | 30                                      | 5                                       | 11                                      | 16                                      | 6                                       |                                         |                                         |                                         |
| AHL totalt                                            | AHL totalt                                            | AHL totalt                                            | 6                                       | 2                                       | 4                                       | 6                                       | 6                                       | 3                                       | 0                                       | 0                                       | 0                                       | 0                                       |                                         |                                         |                                         |
| OHL totalt                                            | OHL totalt                                            | OHL totalt                                            | 147                                     | 80                                      | 91                                      | 171                                     | 133                                     | 30                                      | 14                                      | 19                                      | 33                                      | 33                                      |                                         |                                         |                                         |

### Internationellt
| Källa: Uppdaterad: 2023-02-03 | Källa: Uppdaterad: 2023-02-03 | Källa: Uppdaterad: 2023-02-03 |         | Utv = Utvisningsminuter | Utv = Utvisningsminuter | Utv = Utvisningsminuter | Utv = Utvisningsminuter | Utv = Utvisningsminuter |
| År                            | Lag                           | Mästerskap                    | Matcher | Mål                     | Assists                 | Poäng                   | Utv                     |                         |
| ----------------------------- | ----------------------------- | ----------------------------- | ------- | ----------------------- | ----------------------- | ----------------------- | ----------------------- | ----------------------- |
| 2013                          | Kanada                        | Ivan Hlinka                   | 5       | 0                       | 1                       | 1                       | 4                       |                         |
| 2015                          | Kanada                        | JVM                           | 5       | 2                       | 4                       | 6                       | 0                       |                         |
| Junior totalt                 | Junior totalt                 | Junior totalt                 | 10      | 2                       | 5                       | 7                       | 4                       |                         |